# 芦別市立芦別小学校
芦別市立芦別小学校（あしべつしりつ あしべつしょうがっこう）は、北海道芦別市北2条東1丁目1にある公立小学校。芦別市内では常磐小学校に次いで、二番目に長い歴史を持つ学校である。

## 沿革
- 1899年（明治32年）1月 - 下芦別簡易教育所（公立）として開校する。
- 1903年（明治36年）
  - 8月 - 下芦別尋常小学校の設立が認可[1]。
  - 9月15日 - 正式に空知郡芦別尋常小学校として開校[1]。
- 1905年（明治38年）3月 - 高等科を併置し、芦別尋常高等小学校と改称。
- 1941年（昭和16年）3月 - 国民学校令により、芦別国民学校と改称。
- 1947年（昭和22年） - 新学制施行により、芦別町立芦別小学校と改称。
- 1953年 - 芦別町の市制施行により、芦別市立芦別小学校となる[2]。
- 1967年（昭和42年）9月30日 - 高根小学校を統合[3]。
- 1971年（昭和46年）3月31日 - 油谷小学校を統合[3]。
- 1972年（昭和47年）3月31日 - 豊岡小学校を統合[3]。
- 1976年（昭和51年）3月31日 - 旭小学校を統合[3]。
- 1984年（昭和59年） - 校舎改築[2]。
- 1998年（平成10年）3月31日 - 黄金小学校を統合[3]。
- 2011年（平成23年）3月31日 - 緑ケ丘小学校を統合[3]。
- 2014年（平成26年）3月31日 - 常磐小学校を統合[3]。

## 周辺
芦別市中心部に位置する
- 東本通（芦別市道）
- 国道452号線
- 国道38号線芦別バイパス
- 芦別郵便局
- 芦別市福祉センター
- 芦別市役所
- 空知川

## アクセス
- 空知交通上芦別循環線・新芦別温泉線・本町循環線・頼城循環線で、「市役所前」停留所から、約405m・約6分。
- 北海道中央バス芦滝線「北2条」停留所から、徒歩約420m・約7分。
- JR北海道根室本線芦別駅から、
  - 上述の路線バスに乗車し、停留所下車後徒歩。
  - 徒歩で約815m・約13分。